# Thietlach
Thietlach (auch Dietlach und Theotelach, lat. Theodolachus; * im 9. Jahrhundert; † 914) war von vor 891 bis 914 Bischof von Worms.
Zwar soll Thietlach dem Wormser Chronisten Friedrich Zorn zufolge das Bistum Worms 41 Jahre innegehabt haben, sein Amt also bereits 873 angetreten haben, allerdings gilt diese Angabe als überholt; sein Vorgänger Adalhelm ist bis 888 nachweisbar.
Bischof Thietlach, der vermutlich aus dem Kloster Lorsch hervorging, „stand in engen Beziehungen zu Kaiser Arnulf“. 895 nahm er an der Synode von Trebur teil. Nach dem Tode Arnulfs 899 unterstützte Thietlach die Regentschaft für König Ludwig das Kind und stand in der Babenberger Fehde an der Seite der mit Arnulf verschwägerten Konradiner. Nach dem Erlöschen der ostfränkischen Karolinger dürfte Thietlach im Jahr 911 an der Wahl des Konradiners Konrad I. zum König beteiligt gewesen sein.
Während Thietlachs Amtszeit wurden das Bistum Worms und das Cyriakusstift in Neuhausen durch mehrere Schenkungen von Kaiser Arnulf und König Ludwig dem Kind mit Gütern in der Stadt und ihrem Umland ausgestattet. Zusätzlich gelang es Thietlach den Besitz des Bistums und des Stiftes durch weitere Schenkungen aus dem örtlichen Adel zu erweitern. Durch die Übertragung eines wesentlichen Teils des Königsguts in der Stadt auf das Bistum entwickelte sich der Bischof faktisch zum Stadtherrn. Diese Position zeigte sich auch im Erlass einer Mauerbauordnung, womit der Bischof die Verantwortung für die Verteidigung der Stadt regelte. Vermutlich ließ Thietlach die Stadtmauer als Reaktion auf den Normanneneinfall von 882, bei dem Trier zerstört wurde, erneuern und teilweise neu errichten.